# تسفي ماركوس
تسفي ماركوس هو لاعب كرة قدم إسرائيلي، ولد في 5 نوفمبر 1938 في تل أبيب في إسرائيل. لعب مع هبوعيل بتاح تكفا ‏.